# Маленькая мудрая курочка
«Ма́ленькая му́драя ку́рочка» (англ. The Wise Little Hen) — короткометражный мультипликационный фильм 1934 года студии Walt Disney Productions из серии Silly Symphonies. Мультфильм был снят на основе детской сказки «Маленькая рыжая курочка». Лента примечательна тем, что именно здесь впервые появляется персонаж Дональд Дак. Тед Осборн и Аль Талиаферро перенесли мультфильм на страницы комикса, переведённого на множество языков.

## Сюжет
Курочка со своими цыплятами ищут помощника, который помог бы им посадить кукурузу. Курочка по очереди просит помощи у поросёнка Питера Пига и утёнка Дональда Дака, но те симулируют боль в животе и отлынивают от работы. Цыплятам приходится самим помогать курочке, и вместе они высаживают плантацию кукурузы.
Всходит урожай. Ситуация с помощниками повторяется, но Питер Пиг и Дональд Дак состоят в так называемом «Клубе лентяев» и опять отлынивают от работы. Курочка с цыплятами собирают поспевшую кукурузу и готовят разные блюда из неё. Курочка зовёт Питера и Дональда помочь ей съесть еду. Те сразу забывают про свои «больные» животы и бегут есть. В корзинке, которую им выносит курочка, лежит касторовое масло. Цыплята с курочкой обедают, а Питер и Дональд, получив урок, только пинают друг друга.

## Озвучивание
- Флоренс Гилл — Маленькая мудрая курочка
- Кларенс Нэш — Дональд Дак  / Питер Пиг

## Издание на видео
- Donald Duck Volume 1 (Betamax), 1986
- Mickey Mouse & Donald Duck Volume 2[5] (VHS, DVD), 1989
- Donald Duck’s 50 Birthday (VHS, LD), 1991
- The Chronological Donald Volume 1 (DVD), 2005
- Walt Disney’s Timeless Tales Volume 3: Casey at the Bat/Little Hiwatha/Morris the Midget Moose (DVD), 2006
- Walt Disney Animation Collection: Classic Short Films Volume 5: Wind in the Willows (DVD), 2009